# Erythrodiplax latimaculata
Erythrodiplax latimaculata é uma libélula neotropical da família Libellulidae descrita por Friedrich Ris em 1911.

## Descrição morfológica
Espécies do grupo famula, incluindo E. latimaculata, apresentam corpo predominantemente negro, muitas vezes com pruinosidade cinzenta ou azulada em adultos mais velhos; asas anterior e posterior são transparentes, sendo que estas últimas exibem pequenas manchas basais amareladas e pterostigmas acastanhados.

## Distribuição e habitat
E. latimaculata ocorre em toda a região Neotropical, com registros desde a América Central até o sul da América do Sul, incluindo o Brasil. Habita ambientes lênticos e semilênticos, como brejos, lagoas e margens de riachos temporários em Cerrado, preferindo áreas de fluxo moderado a lento.

## Biologia e ecologia
Machos de E. latimaculata permanecem empoleirados a maior parte do dia para defender territórios de reprodução e alimentação. Indivíduos alternam entre pleno sol e áreas de sombra parcial para termorregular sua atividade, ajustando a posição corporal conforme a intensidade da radiação solar.

## Estado de conservação
Avaliada como Pouco Preocupante pela IUCN, sem indícios de declínio populacional e com ampla distribuição geográfica.